# Lynchius flavomaculatus
Espèce
Synonymes
- Eleutherodactylus flavomaculatus Parker, 1938
- Phrynopus flavomaculatus (Parker, 1938)

Statut de conservation UICN

 DD  : Données insuffisantes
Lynchius flavomaculatus est une espèce d'amphibiens de la famille des Craugastoridae.

## Répartition
Cette espèce se rencontre entre 2 215 et 3 100 m d'altitude :
- en Équateur dans la province de Loja ;
- au Pérou dans la province de Huancabamba dans la région de Piura.

## Publication originale
- Parker, 1938 : The Vertical Distribution of some Reptiles and Amphibians in Southern Ecuador. Annals and Magazine of Natural History, sér. 11, vol. 2, p. 438-450.